# Zoran Roje
Zoran Roje (né le 7 octobre 1955 à Split) est un joueur de water-polo yougoslave (croate), champion aux Jeux olympiques de 1984 à Los Angeles.